# 伊雲·禾高文洛域
伊雲·禾高文洛域，1977年6月19日，塞爾維亞职业足球运动员，现效力于中國超級足球聯賽球会青島中能。
他的最佳位置是防守中場，他曾效力很多歐洲知名球會包括阿拉尼亞、波爾多、莫斯科戴拿模、貝爾格萊德紅星、科隆、洛卡倫、赫茲利亞馬卡比及皇家安特衛普。
2010年3月6日，他轉至中國發展，並與青島中能簽訂了合同.。